# De Hees (Limburg)
De Hees is een buurtschap tussen Sevenum en Kronenberg.
De Hees is een oude nederzetting. De grens van de parochies van Sevenum (Voorste Hees) en Kronenberg (Achterste Hees) liep door deze buurtschap heen. 
Ten noorden van De Hees loopt de Blakterbeek en ligt het vochtig natuurgebied Heesbeemden.

## Bezienswaardigheden

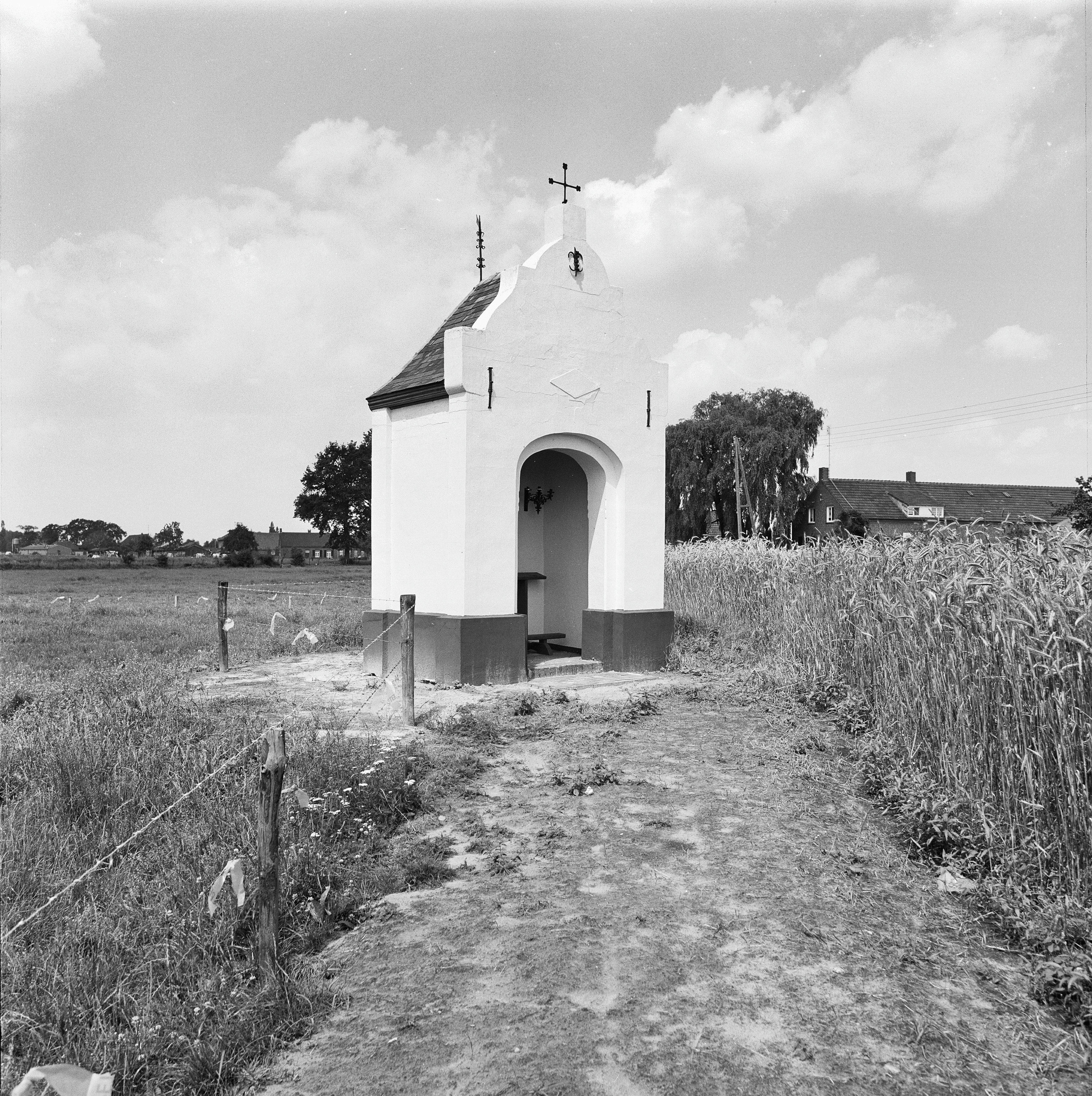
Sint-Jozefkapel

- Sint-Apolloniakapel
- Sint-Donatuskapel
- Sint-Jozefkapel

Dorpen: America · Broekhuizen · Broekhuizenvorst · Evertsoord · Griendtsveen · Grubbenvorst · Hegelsom · Horst · Kronenberg · Lottum · Meerlo · Melderslo · Meterik · Sevenum · Swolgen · Tienray

Buurtschappen: Broek (Horst) · Broek (Sevenum) · Broekeind · Californië · Eikelenbosch · Elshout · Genenberg · Gun · Hazenhorst · De Hees · De Heide · Hei-Oostenrijk · Homberg · Houthuizen · Keuter · Legert · Lovendaal · Megelsum · Most · Ooijen · Osterbos · Raaiend · Schadijk · Steeg · De Steegh · Stokt · Tongerlo · Ulfterhoek · Veld-Oostenrijk · Vinkepas · De Vorst · Wielder · Zeelberg · Zwaanenheike · Zwarte Plak

Limburg: Steden en dorpen      Nederland: Provincies · Gemeenten